# スカンジナビア航空2748便胴体着陸事故
スカンジナビア航空2748便胴体着陸事故（Scandinavian Airlines Flight 2748）とは、2007年9月12日、デンマークのコペンハーゲンからリトアニアのパランガへ向かっていたスカンジナビア航空2748便（機材はボンバルディアQ400）が、リトアニアのヴィリニュス国際空港で胴体着陸した事故である。

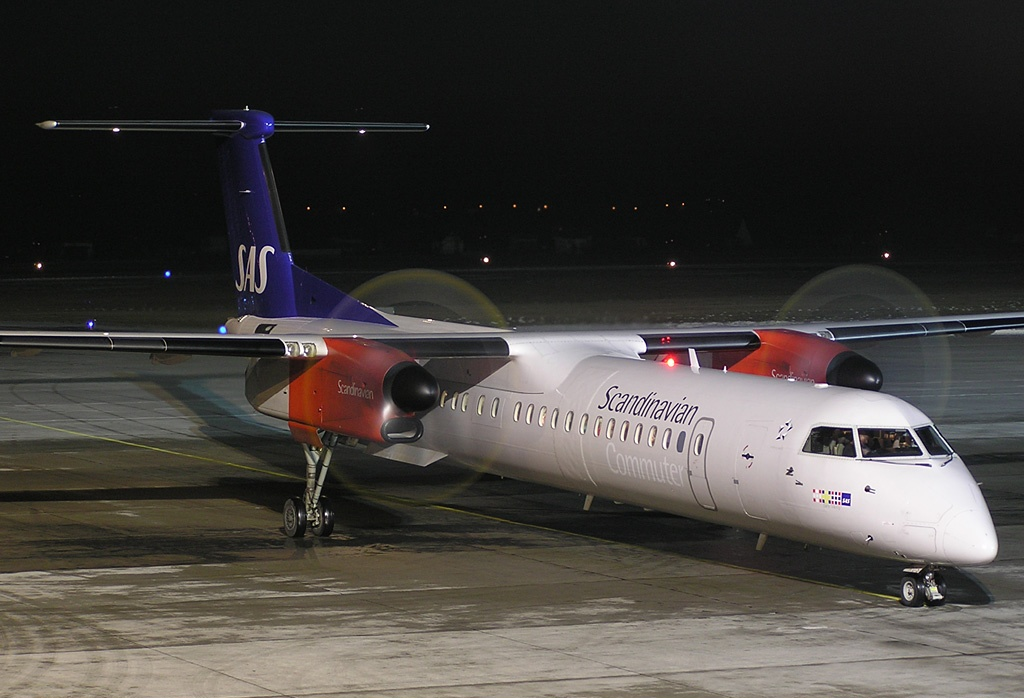
事故機

飛行途中に右主脚に問題があることが判明し、行き先を変更してヴィリニュス国際空港に緊急着陸した。その際に右主脚が倒れ結果的に胴体着陸になってしまった。死者・負傷者はいなかったものの、3日前にも同じくQ400で運航されていたスカンジナビア航空1209便が胴体着陸事故を起こしたばかりであり、Q400に対する信頼が大きく揺らいだ事故となった。なおこの事故によりスカンジナビア航空は同型機を永久運航停止とした。